# Simon Morden
Simon Morden (Gateshead, ...) è uno scrittore britannico di narrativa fantascientifica.

## Biografia
Nato a Gateshead, vive e lavora a Worthing.
Ha ottenuto un Bachelor of Science in geologia all'Università di Sheffield e un dottorato di ricerca in geofisica all'Università di Newcastle.
Dopo aver svolto diversi mestieri, ha pubblicato il suo primo racconto, Bell, Book and Candle, su un'antologia prima d'esordire nel 2002 con il romanzo Heart.
Autore (al 2019) di 13 romanzi, nel 2011 è stato insignito del Premio Philip K. Dick per The Samuil Petrovitch Trilogy.

## Opere principali

### Serie Metrozone
- Equations of Life (2011)
- Theories of Flight (2011)
- Degrees of Freedom (2011)
- The Curve of the Earth (2013)

### Serie Down
- Down Station (2016)
- The White City (2016)

### Serie Frank Kittridge
- One Way (2018)
- No Way (2019)

### Altri romanzi
- Heart (2002)
- Another War (2005)
- L'arte perduta (The Lost Art, 2007), Milano, Rizzoli, 2009 traduzione di Alessandro Mari ISBN 978-88-17-03596-5.
- Arcanum (2013)
- At The Speed Of Light (2017)

### Racconti
- Thy Kingdom Come (2002)
- Brilliant Things (2004)

## Premi e riconoscimenti
- Premio Philip K. Dick: 2011 vincitore con The Samuil Petrovitch Trilogy